# Turó de Sant Gili
El Turó de Sant Gili és una muntanya de 863 metres al municipi de Lladurs, a la comarca catalana del Solsonès.